# Cleo Sylvestre
Cleopatra Mary Palmer, geborene Sylvestre, bekannt unter dem Künstlernamen Cleo Sylvestre (* 19. April 1945 in Hitchin, Hertfordshire; † 20. September 2024), war eine britische Schauspielerin und Musikerin. Sie war die erste schwarze Frau, die eine Hauptrolle am National Theatre in London spielte, und die erste Frau, die mit den Rolling Stones aufnahm.

## Leben
Sylvestre wuchs im Norden Londons bei ihrer Mutter Laureen Sylvestre (geborene Goodare) auf. Die Mutter wurde 1911 in Yorkshire geboren, war gemischt englischer und „wahrscheinlich afrikanischer“ Herkunft und arbeitete als Kabarettistin im Shim Sham Club in der Wardour Street. Die Mutter hatte 1944 Owen Oscar Sylvestre aus Trinidad geheiratet, der Flight Sergeant bei der Royal Air Force war. Das Paar hatte sich aber 1955 wieder scheiden lassen. Sylvestre sah Owen Sylvestre  immer als ihren Vater an; ihre Tochter Zoë fand jedoch viele Jahre später – während sie in Sierra Leone arbeitete – heraus, dass Sylvestres biologischer Vater Ben Lewis war, ein Anwalt aus Sierra Leone, den die Familie „Onkel Ben“ nannte, und dass sie fünfzehn Halbgeschwister hatte. Sylvestre veröffentlichte 2018 eine Erinnerung an ihre Mutter.
Ihre Paten waren der Komponist Constant Lambert, der Labour-Abgeordnete Tom Driberg und Daria Hambourg, die Tochter des Pianisten Mark Hambourg. Sylvestre war von 1977 bis zu seinem Tod im Jahr 1995 mit Ian Palmer verheiratet. Das Paar bekam drei Kinder, Zoë, Lucy und Rupert.
Sylvestre wurde an der Camden School for Girls ausgebildet und besuchte die Italia Conti Academy of Theatre Arts. 1964 veröffentlichte sie unter dem Namen „Cleo“ die Single To Know Him Is to Love Him, die von Andrew Loog Oldham produziert und von den Rolling Stones unterstützt wurde. Nachdem Brian Jones die Rolling Stones 1969 verlassen hatte, stimmte sie zu, mit seiner neuen Band zu proben, gab dann aber die Musik auf, um sich auf ihre Arbeit am Theater und beim Fernsehen zu konzentrieren.
Ihr Debüt im West End gab sie am Wyndham’s Theatre in Wise Child (1967) von Simon Gray, bei dem sie an der Seite von Alec Guinness spielte. Sie war die erste schwarze Schauspielerin in einer Hauptrolle am National Theatre in The National Health (1969) von Peter Richard Nichols und spielte mehrere Spielzeiten mit der Young Vic Company, darunter Molières Les Fourberies de Scapin am Broadway und eine Tournee durch Mexiko. Danach arbeitete sie an mehreren regionalen Theatern, darunter das New Theatre Royal Lincoln, das Theatre Royal in Brighton, das York Theatre Roya, das Derby Playhouse und das Belgrade Theatre in Coventry. Sie spielte Racines Phèdre beim Edinburgh Fringe 2007 und Rosa Parks, Josephine Baker und Wangari Maathai in Alison Meads A Century of Women am Leicester Square Theatre (2011). Sie trat mit Antony Sher in seinem Stück ID (2003) am Almeida Theatre auf, tourte mit dem English Touring Theatre in Far from the Madding Crowd (2008) und mit dem Northern Broadsides in dessen Produktion von Medea (2010). Außerdem spielte sie mit Michael Sheen in Under Milk Wood (2021) am Royal National Theatre. Im Bereich Kindertheater spielte sie unter anderem am Unicorn Theatre und mit der London Bubble Theatre Company.
Zu ihren Fernsehauftritten gehören: Ken Loachs Up the Junction (1965), Doctor Who (1965), Cathy Come Home (1966) und Poor Cow (1967), sowie Auftritte in Till Death Us Do Part, Z-Cars, Callan, Doctors, New Tricks, The Armando Iannucci Shows, Chambers, The Bill, Who Do You Do und A Bird in the Hand, einer Tube Tales-Folge unter der Regie von Jude Law. Nach einem kurzen Auftritt als Fabrikarbeiterin in der Seifenoper Coronation Street im Jahr 1966 wurde sie in der Originalserie von Crossroads, in der sie von 1970 bis 1972 Meg Richardsons Adoptivtochter Melanie spielte, die erste schwarze weibliche Hauptrolle im britischen Fernsehen überhaupt. Sie spielte auch regelmäßig in Grange Hill, Happy Families und moderierte Play School und Merry-Go-Round. Im Jahr 2020 spielte sie Anne Chapman in All Creatures Great and Small, eine Rolle, die sie 2023 wieder aufnahm.
Zu ihren Filmen gehören Till Death Us Do Part (1969), The Smashing Bird I Used to Know (1969), Trog (1970), My Lover My Son (1970), The Alf Garnett Saga (1972), Sammy and Rosie Get Laid (1987), The Love Child (1988), The Punk and the Princess (2003), Kidulthood (2006) und Paddington (2014). Außerdem drehte sie mehrere Kurzfilme mit dem Regisseur Isaac Julien, darunter The Attendant (1992) und Vagabondia (2000), der in diesem Jahr auf der Shortlist für den Turner Prize stand. Ihr Schaffen als Schauspielerin in Film und Fernsehen umfasst rund 70 Produktionen.
Zwanzig Jahre lang, bis 2016, war sie gemeinsam mit Cecilia Darker künstlerische Leiterin des preisgekrönten Rosemary Branch Theatre, wo sie regelmäßig Live-Musik aufführte. Außerdem war sie Botschafterin für den Mary Seacole Memorial Statue Appeal.
Ihre gefeierte One-Woman-Show The Marvellous Adventure of Mary Seacole wurde an zahlreichen Orten aufgeführt.
Sie rezensierte auch für die Zeitschrift The Listener und das Times Educational Supplement und schrieb ein Kapitel für Theatre in a Cool Climate. Als ehemaliges Vorstandsmitglied von Equity, der britischen Schauspielergewerkschaft, war sie im Vorstand des Young Vic, der Hoxton Hall, des Quicksilver Theatre for Children und des Free Form Arts Trust sowie als Jurorin für Preise.
Sie war die Inspiration für die Figur Honey in der Kinderbuchreihe Gaspard the Fox von Zeb Soanes. Im Jahr 2020 schrieb Soanes: „Ich kann mich nicht erinnern, wann mir klar wurde, dass meine Freundin Cleo genau die Figur war, die ich gesucht hatte, aber es war ein ‚Glühbirnen‘-Moment. Cleo war während ihrer gesamten Karriere eine Wegbereiterin [...] und es ist eine wahre Freude, ihr Tribut zollen zu können.“
Sylvestre wurde bei den Neujahrsehrungen 2023 für ihre Verdienste um das Theater und die Wohltätigkeit zum Member of the Order of the British Empire (MBE) ernannt.
Im August 2024 trat Sylvestre in der BBC-Sendung Antiques Roadshow auf, mit wertvollen Erinnerungsstücken an ihre frühe Karriere, darunter eine handgefertigte Weihnachtskarte von Jimmy Page.
Sylvestre starb im September 2024 im Alter von 79 Jahren.